# Station Księginice
Station Księginice is een spoorwegstation in de Poolse plaats Księginice.